# В глазах Папы
В глазах Папы (итал. Il pap'occhio) — итальянская комедия 1980 года, написанная и снятая Ренцо Арборе.
Фильм был выпущен в сентябре 1980 года и подвергся резкой критике со стороны католической прессы. Три недели спустя он был конфискован «за оскорбление католической религии и личности Святейшего Папы» по приказу прокурора Л’Акуилы Донато Массимо Бартоломеи.
Фильм собрал 5 миллиардов лир, став пятым самым кассовым фильмом в Италии в сезоне 1980/1981.

## Сюжет
Музыканту Ренцо Арборе приходит видение дона Гавриила, который приносит Благую весть из Ватикана: Гавриил объявляет, что Папа Иоанн Павел II, смотря телевизор, был впечатлён рекламой пива, в которой Арборе выступал в качестве оратора. Таким образом, Арборе будет нанят на должность художественного руководителя недавно созданного, но плохо организованного Государственного телевидения Ватикана. После этого объявления Арборе и его компания прибывают в Ватикан, чтобы начать работу. Тем временем кардинал Ришелье, фанатичный консервативный прелат, замышляет уничтожить инициативу и погубить Арборе.

## В ролях
- Ренцо Арборе[итал.] в роли самого себя
- Роберто Бениньи в роли самого себя
- Изабелла Росселлини в роли самой себя
- Энди Луотто[англ.] в роли самого себя
- Марио Маренко в роли самого себя
- Манфред Фрейбергер — Папа Иоанн Павел II
- Майкл Перголани в роли самого себя
- Отто и Барнелли в роли самих себя
- Сорель Бандьера в роли самих себя
- Диего Абатантуоно[англ.] — дон Гавриил
- Лучано Де Крешенцо — Бог
- Грациано Джусти — кардинал Ришелье
- Фабрицио Дзампа в роли Дзампы
- Милли Карлуччи — монахиня-телеведущая
- Марианджела Мелато — невыбранная актриса, которая играет в «Дочери Иорио[итал.]»
- Руджеро Орландо[итал.] в роли самого себя
- Мартин Скорсезе — кинорежиссёр
- Сильвия Анникьярико — секретарь Арборе